# 오카와다이역
오카와다이역(일본어: 大川平駅)은 일본 아오모리현 히가시쓰가루군 이마베쓰정에 위치한 동일본 여객철도 쓰가루 선의 철도역이다. 단선 승강장 1면 1선의 구조를 갖춘 지상역이다.

## 역 주변
- 오카와다이 초등학교

## 역사
- 1958년 10월 21일 : 일본국유철도의 역으로서 개업.
- 1987년 4월 1일 : 일본국유철도 분할 민영화에 의해, 동일본 여객철도가 승계.

## 인접 역
| 쓰가루 선                    | 쓰가루 선   | 쓰가루 선            |
| ---------------------------- | ----------- | -------------------- |
| 쓰가루후타마타 아오모리 방면 | ■ 쓰가루 선 | 이마베쓰 민마야 방면 |